# Arthur Jensen (Schauspieler)
Arthur Jensen (* 9. November 1897 in Kopenhagen; † 28. November 1981 ebenda) war ein dänischer Schauspieler.

## Leben
Jensen, Sohn des Gaststättenbesitzers Johann Jensen (1852–1933) und seiner Frau Antonia Petersen (1872–1919), erlernte zunächst das Schneiderhandwerk. Von 1920 bis 1923 besuchte er die Theaterschule des Kongelige Teater und hatte an diesem Theater 1923 seinen Debütauftritt in einer Inszenierung von Hans Christian Andersens Den nye barselstue. In den 1930er-Jahren war er am Det Ny Teater engagiert und hatte dort großen Erfolg in einer Inszenierung von Im Westen nichts Neues. Neben seiner Arbeit als Charakterdarsteller war er auch als Komiker und Revuedarsteller gefragt; unter anderem trat er 1930 in der letzten Revue an der Kopenhagener Scala auf (Punktum-Finale) und tourte in den 1940er-und-1950er-Jahren mit der Cirkusrevyen.
Seit 1925 war er zudem im Kino zu sehen, zunächst in vier Pat & Patachon-Stummfilmkomödien von Lau Lauritzen sr. Es folgten Rollen in Filmen dänischer Regisseure wie Holger-Madsen, Jon Iversen (1889–1964), George Schnéevoigt (1893–1961) und Annelise Reenberg (1919–1994). In den 1930ern trat er in mehr als einem Dutzend Filmen, viele darunter von Alice O’Fredericks (1899–1968) und Lau Lauritzen jr. inszeniert, gemeinsam mit Ib Schønberg (1902–1955) als komisches Duo auf. In den 1960er-und-1970er-Jahren spielte er schrullige Nebenrollen in Komödienserien von Sven Methling, John Hilbard und Werner Hedman. Nationale und internationale Bekanntheit verdankte er schließlich seiner Zusammenarbeit mit dem Komödienspezialisten Erik Balling: sowohl seine Auftritte in fünf Olsenbande-Filmen als auch seine einprägsamen Charaktere in zwei Fernsehserien von Balling (er spielte den Hausmeister Meyer in allen 84 Folgen der Serie Oh, diese Mieter und den Rudolf Schwann in den ersten 12 Folgen von Die Leute von Korsbaek) sorgten besonders in Dänemark für eine anhaltende Popularität Jensens.
Seine Grabstätte befindet sich auf dem Vestre Kirkegård in Kopenhagen.

## Filmografie (Auswahl)
- 1925: Grønkøbings glade gavtyve – Regie: Lau Lauritzen sr.
- 1926: Ulvejægerne – Regie: Lau Lauritzen sr.
- 1930: Pat & Patachon auf Freiersfüßen (Pas på pigerne) – Regie: Lau Lauritzen sr.
- 1931: Krudt med knald – Regie: Lau Lauritzen sr.
- 1932: Pat und Patachon schlagen sich durch (Han, hun og Hamlet) – Regie: Lau Lauritzen sr. [Ungeachtet des deutschen Titels kein Pat & Patachon-Film]
- 1935: Kidnapped – Regie: Alice O’Fredericks, Lau Lauritzen jr.
- 1959: Heimweh nach dem Silberwald / Pao aus dem Dschungel (Paw) – Regie: Astrid Henning-Jensen
- 1961: Einer unter vielen (Een blandt mange)
- 1962: Das tosende Paradies (Det tossede paradis) – Regie: Gabriel Axel
- 1963: Das tosende Himmelbett (Pigen og pressefotografen)
- 1964: Jungfernstreich (Fem mand og Rosa)
- 1965: Die Flottenpflaume (Flådens friske fyre)
- 1965: Siebzehn – Vier Mädchen machen einen Mann (Sytten)
- 1965: 39 Seemänner und ein Mädchen (Een pige og 39 sømænd)
- 1965: Kaliber 7,65 – Diebesgrüße aus Kopenhagen (Slå først, Frede!)
- 1966: Tugend läuft Amok (Dyden går amok)
- 1966: Untreue (Utro) – Regie: Astrid Henning-Jensen
- 1967: Der schmucke Arne und Rosa (Smukke-Arne og Rosa) – Regie: Sven Methling
- 1968: Die Olsenbande (Olsen-banden)
- 1970: A Day at the Beach – Regie: Simon Hesera
- 1971: Mutti, Mutti, er hat doch gebohrt (Tandlæge på sengekanten) – Regie: John Hilbard
- 1971: Ballade på Christianshavn
- 1972: Die Olsenbande und ihr großer Coup (Olsen-bandens store kup)
- 1973: Die Olsenbande läuft Amok (Olsen-banden går amok)
- 1975: Ein Doppeldecker für Madame O. (I Tvillingernes tegn) – Regie: Werner Hedman
- 1976: Deine Frau betrügt uns (Hopla på sengekanten) – Regie: John Hilbard
- 1976: Die Reitschule der Madame O (I Løvens tegn) – Regie: Werner Hedman
- 1977: Madame O und ihre ganz teuren Mädchen (Agent 69 Jensen i Skorpionens tegn) – Regie: Werner Hedman
- 1977: Die Olsenbande schlägt wieder zu (Olsen-banden deruda’)
- 1979: Die Olsenbande ergibt sich nie (Olsen-banden overgi’r sig aldrig)
- 1981: Jeppe på bjerget – Regie: Kaspar Rostrup

Fernsehserien:
- 1970–1977: Oh, diese Mieter (Huset på Christianshavn) – Regie: Erik Balling, Tom Hedegaard, Ebbe Langberg
- 1972: Livsens Ondskab – Regie: Palle Skibelund
- 1978–1979: Die Leute von Korsbaek (Matador) – Regie: Erik Balling